# Eddie Lacy
Eddie Lacy (Geismar, 2 giugno 1990) è un ex giocatore di football americano statunitense che ha giocato nel ruolo di running back nella National Football League (NFL). Fu scelto nel corso del secondo giro (61º assoluto) del Draft NFL 2013 dai Green Bay Packers. Al college ha giocato a football all’Università dell'Alabama vincendo tre campionati NCAA.

## Carriera universitaria
Nel 2010, Lacy fu il terzo running back nelle gerarchie della squadra dietro il vincitore dell'Heisman Trophy Mark Ingram e Trent Richardson. La stagione successiva, Ingram passò al professionismo e Lacy avanzò al secondo posto nella graduatoria. Nel 2012, Eddie Lacy divenne il titolare di Alabama dopo la partenza di Richardson. Sia lui che la sua riserva T.J. Yeldon terminarono la stagione superando le mille yard corse. Lacy terminò il 2012 correndo 181 yard e segnando due touchdown nella finale della Southeastern Conference e altre 140 yard e due touchdown (uno su ricezione) nella finale del campionato NCAA, di cui fu nominato miglior giocatore offensivo. L'11 gennaio 2013, Eddie Lacy dichiarò la sua eleggibilità per il Draft NFL 2013.

## Carriera professionistica

### Green Bay Packers

#### Stagione 2013
Il 26 aprile 2013, Lacy fu scelto nel corso del secondo giro del Draft 2013 dai Green Bay Packers. Il 29 maggio firmò un contratto quadriennale con la franchigia. Debuttò come professionista partendo come titolare nella settimana 1 contro i San Francisco 49ers. Dopo un avvio incerto culminato in un fumble perduto, Lacey si riprese terminando con 41 yard corse, 31 ricevute e un touchdown su corsa. La settimana successiva iniziò bene correndo 10 yard al primo tentativo, ma una commozione cerebrale subita poco dopo costrinse Lacy a perdere tutto il resto della partita e anche la gara seguente. Dopo la settimana di pausa tornò a partire come titolare contro i Detroit Lions nel quinto turno di campionato, in cui contribuì alla vittoria correndo 99 yard su 23 tentativi. La settimana successiva superò per la prima volta le cento yard corse nella vittoria sui Baltimore Ravens campioni in carica, correndone 120 e venendo premiato come miglior running back della settimana.

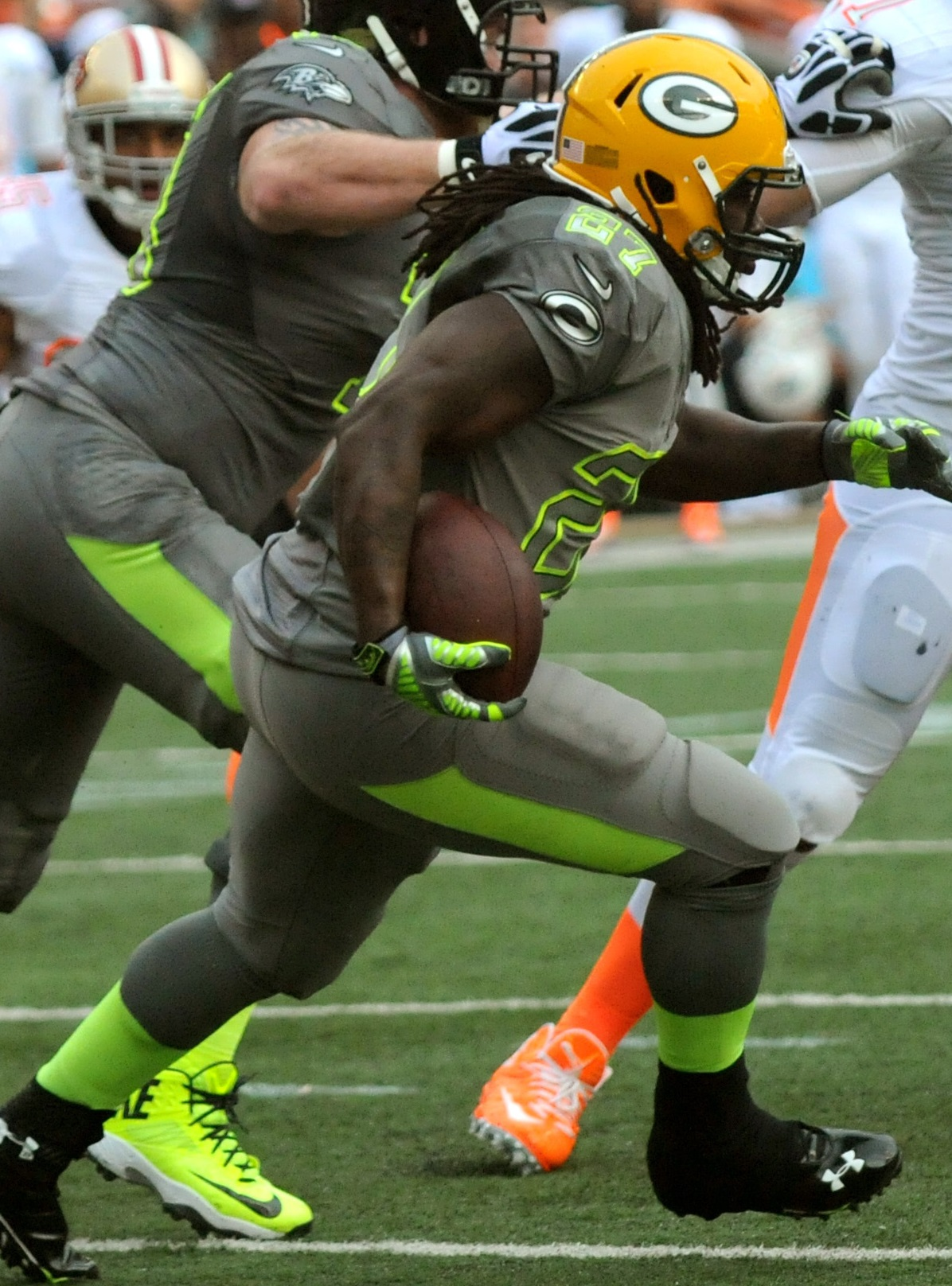
Lacy nel Pro Bowl 2014.

Nella vittoria della settimana 7 contro i Cleveland Browns, Lacy corse 82 yard e segnò il suo secondo TD in carriera. Con le 94 yard corse la domenica successiva (e il terzo TD) contro i Minnesota Vikings, Eddie divenne il giocatore della NFL ad aver corso più yard nelle ultime quattro partite disputate. Quattro giorni dopo fu premiato come miglior rookie offensivo del mese di ottobre.
Lacy continuò ad impressione nel Monday Night Football della settimana 9 correndo 150 yard e segnando un touchdown, ma i Packers furono sconfitti dai Chicago Bears. Per questa prestazione fu premiato come rookie della settimana. Due settimane dopo segnò il suo quinto touchdown contro i New York Giants ma Green Bay, priva di Aaron Rodgers, fu sconfitta per la terza gara consecutiva. La domenica seguente Lacy disputò la terza gara in carriera da oltre cento yard, correndone 110 con un touchdown contro i Vikings, una gara che terminò in pareggio, il secondo in 107 sfide tra le due squadre.
I Packers tornarono a vincere nella settimana 14 contro gli Atlanta Falcons in cui Lacy corse 65 yard e segnò un touchdown. La settimana successiva, all'AT&T Stadium contro i Dallas Cowboys, i Packers conclusero il primo tempo in svantaggio per 26-3. Nel secondo tempo, Lacy e il quarterback Matt Flynn salirono in cattedra guidando la squadra alla rimonta, culminata dal touchdown in tuffo della vittoria del running back che fissò il risultato sul 37-36 finale. Eddie concluse la partita con 141 yard corse che gli permisero di superare quota mille yard in stagione. Fu la prima vittoria di Green Bay a Dallas dalla stagione 1989. Per questa prova fu premiato come miglior giocatore offensivo della NFC della settimana e come running back della settimana.
Nella settimana 16, Lacy corse 84 yard e segnò due touchdown, incluso uno con uno spettacolare tuffo in giravolta, ma i Packers furono sconfitti dai Pittsburgh Steelers in un Lambeau Field innevato. Nell'ultima gara della stagione, in una sfida da dentro o fuori con i Bears, Lacy corse 66 yard e un touchdown nella vittoria che permise a Green Bay di vincere la NFC North division. La sua stagione regolare si concluse con 1.178 yard corse e al terzo posto nella NFL con 11 touchdown su corsa, venendo inserito nel Second-team All-Pro dall'Associated Press.
Nella prima gara di playoff in carriera, Lacy corse 81 yard su 21 tentativi ma, nonostante una buona prova della sua squadra, i Packers furono eliminati dai 49ers. Il 15 gennaio ricevette la sua prima convocazione al Pro Bowl in sostituzione dell'infortunato Adrian Peterson. Il 1º febbraio fu premiato come rookie offensivo dell'anno, il primo giocatore dei Packers a vincere tale riconoscimento da John Brockington nel 1971. Fu inoltre votato al 90º posto nella NFL Top 100.

#### Stagione 2014

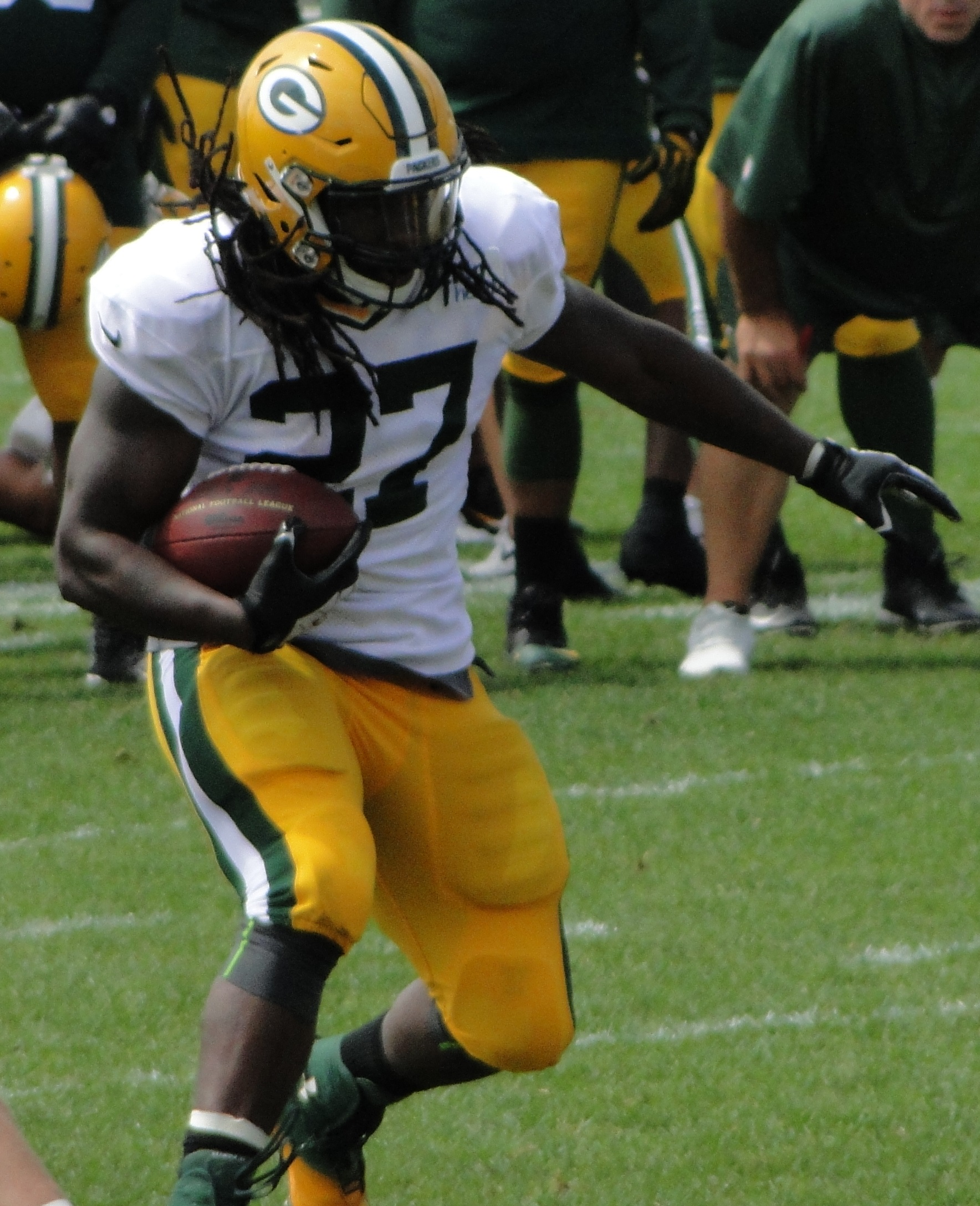
Lacy nel training camp 2014.

Giovedì 4 settembre i Packers iniziarono la stagione in casa dei Seattle Seahawks campioni in carica, con Lacy che dovette abbandonare il terreno di gioco anzitempo per una commozione cerebrale subita in uno scontro con Kam Chancellor. Il primo touchdown lo segnò nella settimana 4 nella vittoria al Soldier Field di Chicago. Quattro giorni dopo trascinò i Packers alla vittoria nel Thursday Night per 42-10 contro i Vikings correndo 105 yard e 2 touchdown. Nella settimana 10, nella vittoria al Lambeau Field contro i Bears, segnò il primo touchdown su ricezione in carriera, su passaggio da 56 yard di Aaron Rodgers. Sette giorni dopo segnò due touchdown, uno su corsa e uno su ricezione nella vittoria 53-20 sugli Eagles. Fu la prima volta in 93 anni di storia che i Packers segnarono 50 punti in due gare consecutive. Nel dodicesimo turno fu premiato come miglior giocatore offensivo della NFC della settimana dopo avere corso 25 volte per 125 yard, entrambi massimi stagionali, contribuendo con due touchdown alla vittoria sui Vikings che portò Green Bay alla vetta solitaria della division. Nel quattordicesimo turno segnò altri due touchdown, uno su corsa e uno su ricezione, coi Packers che ottennero la quinta vittoria consecutiva battendo i Falcons. Due settimane dopo ottennero la matematica qualificazione ai playoff con una vittoria in casa dei Tampa Bay Buccaneers in cui Lacy con 99 yard corse divenne il quinto giocatore della storia della franchigia a correre oltre mille yard per due stagioni consecutive. La sua stagione regolare si chiuse con 1.136 yard corse e al terzo posto nella NFL con 9 touchdown su corsa, venendo inserito al 60º posto nella NFL Top 100.
L'11 gennaio 2015, Lacy corse 101 yard su 19 tentativi nel divisional round dei playoff vinto contro i Dallas Cowboys, con Green Bay che si qualificò per la finale della NFC, dove sprecò un vantaggio di 19-7 a cinque minuti dal termine, andando a perdere ai supplementari contro i Seahawks.

#### Stagione 2015
Nella stagione 2015, un Lacy in evidente sovrappeso trovò difficoltà mai incontrate nelle prime due annate in carriera. Dopo un touchdown nel primo turno contro i Bears, rimase senza segnare fino alla settimana 8 contro i Broncos. Rimasto fuori per infortunio nella settimana 10, tornò in campo sette giorni dopo nella vittoria correndo cento yard e contribuendo ad interrompere una striscia di tre sconfitte consecutive di Green Bay. Altre 105 le corse quattro giorni dopo coi Bears nella gara del Giorno del Ringraziamento ma i Packers uscirono sconfitti.
Dopo che nella settimana 13 fu schierato per pochi minuti come punizione per avere violato un coprifuoco, nel turno successivo Lacy tornò titolare correndo un massimo stagionale di 124 yard con un touchdown nella vittoria sui Cowboys e venendo premiato come running back della settimana. La sua annata si chiuse guidando Green Bay con 758 yard corse e 3 touchdown su corsa, entrambi minimi in carriera fino a quel momento. Nei playoff, Lacy andò a segno nella gara del primo turno vinta in casa dei Redskins.

#### Stagione 2016
Lacy partì come titolare nelle prime cinque gare della stagione 2016, correndo 360 yard su 71 tentativi senza segnare alcun touchdown prima di essere inserito in lista infortunati il 20 ottobre 2016, chiudendo la sua stagione.

### Seattle Seahawks
Il 14 marzo 2017, divenuto free agent, Lacy firmò con i Seattle Seahawks un contratto annuale del valore di 5,5 milioni di dollari, inclusi 3 milioni garantiti. Disputò però una stagione di basso profilo correndo 179 yard in 8 partite a una media di 2,6 yard a portata senza segnare alcun touchdown, venendo escluso per scelta tecnica per tutto l'ultimo mese di gioco.

## Palmarès
- Convocazioni al Pro Bowl: 1

2013
- Second-team All-Pro: 1

2013
- Rookie offensivo dell'anno - 2013
- Running back della settimana: 3

6ª e 15ª del 2013, 14ª del 2015
- PFWA All-Rookie Team - 2013
- Giocatore offensivo della NFC della settimana: 2

15ª del 2013, 12ª del 2014
- Rookie offensivo del mese: 1

ottobre 2013
- Rookie della settimana: 1

9ª del 2013